# ジョシュ・フィールズ (投手)
ジョシュア・デビッド・フィールズ（Joshua David Fields, 1985年8月19日 - ）は、アメリカ合衆国ジョージア州マディソン郡ハル出身のプロ野球選手（投手）。右投右打。現在は、フリーエージェント（FA）。代理人は、スコット・ボラス。

## 経歴

### プロ入り前
2007年のMLBドラフト2巡目（全体69位）でアトランタ・ブレーブスから指名されたが、入団には至らなかった。

### プロ入りとマイナー時代
2008年のMLBドラフト1巡目（全体20位）でシアトル・マリナーズから指名された。代理人にスコット・ボラスをつけ、2009年1月13日に入団合意した。
2011年5月にはAA級ジャクソン・ジェネラルズでプレーした。7月31日にエリック・ベダードと共に3球団が絡むトレードで、ボストン・レッドソックスへ移籍した。

### アストロズ時代

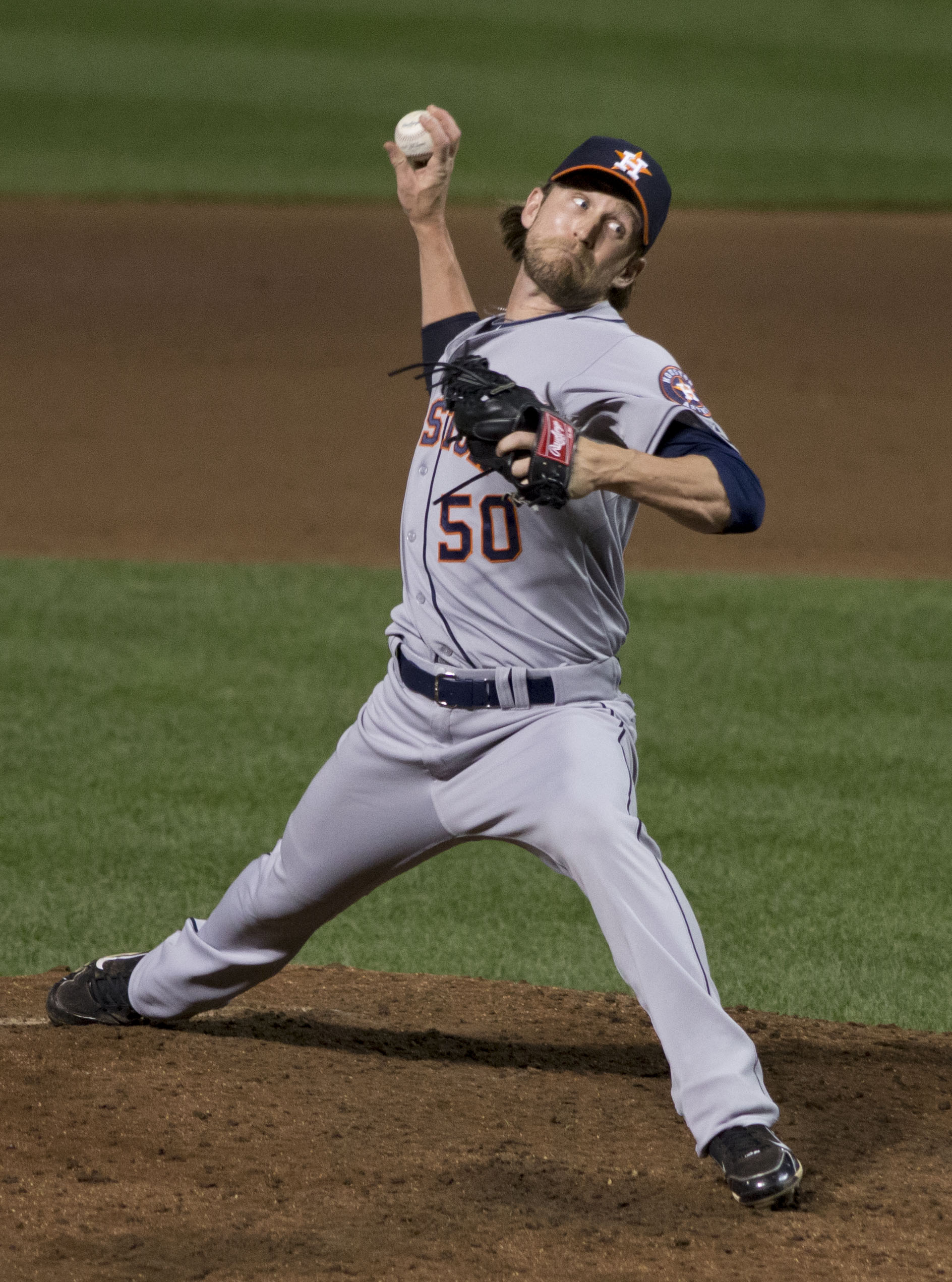
ヒューストン・アストロズ時代
(2013年7月30日)

2012年オフにルール・ファイブ・ドラフトでヒューストン・アストロズへ移籍した。
2013年4月2日のテキサス・レンジャーズ戦でメジャーデビュー。この年は41試合に登板し、1勝3敗5セーブ、防御率4.97という成績を残した。与四球率は4.0を超えたが、投球イニングを超える三振を奪い、奪三振率は9.5であった。
2014年は登板機会が少し増加し、54試合でマウンドに登った。防御率は若干改善したが、依然として4.00台だった（4.45）。ただ、高い奪三振率は健在であり、11.5という高数値をマークした。
2015年、前年と同数の54試合に投げ、通算登板試合数が100を超えた。この年は成長を見せ、防御率が自身初の3.00台である3.55となった。また、WHIPも初めて1.20以下の1.15とし、シーズンで初めて勝ち越した（4勝1敗）。高い奪三振率は更に上昇し、11.9であった。
2016年はシーズン途中の時点で15試合に登板していたが、防御率6.89、WHIP1.66と不安定なピッチング傾向だった。

### ドジャース時代
2016年8月1日にヨルダン・アルバレスとのトレードで、ロサンゼルス・ドジャースへ移籍した。ドジャース加入後は復調し、22試合の登板で防御率2.79・1勝・WHIP1.45という成績を記録。アストロズとの合算では、37試合のリリーフ登板で防御率4.63・1勝無敗・WHIP1.54・奪三振率10.8という内容で、防御率と奪三振率の水準は過去のフィールズのシーズンと近似する数値におさまった。
2017年は57試合に登板、5勝0敗2セーブ、防御率2.84、WHIP0.97と登板数・勝ち星・防御率・WHIPの全てで自己最高の成績を残した。
2019年3月7日にDFAとなった後、10日に自由契約となった。

### ブルワーズ傘下時代
2019年3月19日にミルウォーキー・ブルワーズとマイナー契約を結んだ。開幕から傘下のAAA級サンアントニオ・ミッションズでプレーしていたが、4月30日に自ら選んで契約を途中で放棄する「オプトアウト」を行使した。

### レンジャーズ傘下時代
2019年5月11日にレンジャーズとマイナー契約を結んだ。傘下のAAA級ナッシュビル・サウンズでプレーしていたが、6月29日に自由契約となった。

## 詳細情報

### 年度別投手成績
| 年 度    | 球 団    | 登 板 | 先 発 | 完 投 | 完 封 | 無 四 球 | 勝 利 | 敗 戦 | セ 丨 ブ | ホ 丨 ル ド | 勝 率 | 打 者 | 投 球 回 | 被 安 打 | 被 本 塁 打 | 与 四 球 | 敬 遠 | 与 死 球 | 奪 三 振 | 暴 投 | ボ 丨 ク | 失 点 | 自 責 点 | 防 御 率 | W H I P |
| -------- | -------- | ----- | ----- | ----- | ----- | -------- | ----- | ----- | -------- | ----------- | ----- | ----- | -------- | -------- | ----------- | -------- | ----- | -------- | -------- | ----- | -------- | ----- | -------- | -------- | ------- |
| 2013     | HOU      | 41    | 0     | 0     | 0     | 0        | 1     | 3     | 5        | 6           | .250  | 160   | 38.0     | 31       | 8           | 18       | 4     | 0        | 40       | 0     | 0        | 21    | 21       | 4.97     | 1.29    |
| 2014     | HOU      | 54    | 0     | 0     | 0     | 0        | 4     | 6     | 4        | 8           | .400  | 231   | 54.2     | 50       | 2           | 17       | 3     | 2        | 70       | 0     | 0        | 29    | 27       | 4.45     | 1.23    |
| 2015     | HOU      | 54    | 0     | 0     | 0     | 0        | 4     | 1     | 0        | 5           | .800  | 209   | 50.2     | 39       | 2           | 19       | 3     | 1        | 67       | 1     | 0        | 20    | 20       | 3.55     | 1.15    |
| 2016     | HOU      | 15    | 0     | 0     | 0     | 0        | 0     | 0     | 0        | 0           | ----  | 71    | 15.2     | 23       | 2           | 3        | 0     | 0        | 20       | 0     | 0        | 14    | 12       | 6.89     | 1.66    |
| 2016     | LAD      | 22    | 0     | 0     | 0     | 0        | 1     | 0     | 0        | 2           | 1.000 | 87    | 19.1     | 20       | 2           | 8        | 2     | 1        | 22       | 0     | 0        | 8     | 6        | 2.79     | 1.45    |
| '16計    | LAD      | 37    | 0     | 0     | 0     | 0        | 1     | 0     | 0        | 2           | 1.000 | 158   | 35.0     | 43       | 4           | 11       | 2     | 1        | 42       | 0     | 0        | 22    | 18       | 4.63     | 1.54    |
| 2017     | LAD      | 57    | 0     | 0     | 0     | 0        | 5     | 0     | 2        | 15          | 1.000 | 223   | 57.0     | 40       | 10          | 15       | 1     | 1        | 60       | 1     | 1        | 19    | 18       | 2.84     | 0.97    |
| 2018     | LAD      | 45    | 0     | 0     | 0     | 0        | 2     | 2     | 2        | 8           | .500  | 154   | 41.0     | 28       | 4           | 11       | 1     | 0        | 33       | 0     | 0        | 10    | 10       | 2.20     | 0.95    |
| MLB：6年 | MLB：6年 | 288   | 0     | 0     | 0     | 0        | 17    | 12    | 13       | 44          | .586  | 1135  | 276.1    | 231      | 30          | 91       | 14    | 5        | 312      | 2     | 1        | 121   | 114      | 3.71     | 1.17    |

- 2018年度シーズン終了時

### 背番号
- 50（2013年）
- 35（2014年 - 2016年途中）
- 46（2016年途中 - 2018年）